# Rue de Hesse
La rue de Hesse est une voie du 3e arrondissement de Paris, en France.

## Situation et accès
La rue de Hesse est une voie située dans le 3e arrondissement de Paris. Elle débute au 14, rue Villehardouin et se termine en impasse. Elle donne accès au Square Saint-Gilles - Grand-Veneur - Pauline-Roland et à la rue des Arquebusiers par la rue du Grand-Veneur. Elle est interdite à la circulation automobile.
Le quartier est desservi par la ligne 8 à la station Chemin Vert.

## Origine du nom
Cette voie doit son nom à l'hôtel de Hesse qui appartenait à la famille de Hesse, et qui se trouvait, sous le règne de Louis XIV, au no 62 de la rue de Turenne.

## Historique
La rue est créée sous le nom provisoire de « voie F/3 » et prend sa dénomination actuelle le 14 janvier 1987. Elle correspond à un tronçon de l'ancienne rue Saint-Pierre ouverte en 1637 et supprimée en 1655, entre la rue des Douze-Portes (partie de l'actuelle rue Villehardouin donnant sur la rue de Turenne) et la rue Saint-Claude, pour être incorporée aux jardins des hôtels donnant sur la rue de Turenne (numéros du 60 au 70).

## Bâtiments remarquables et lieux de mémoire

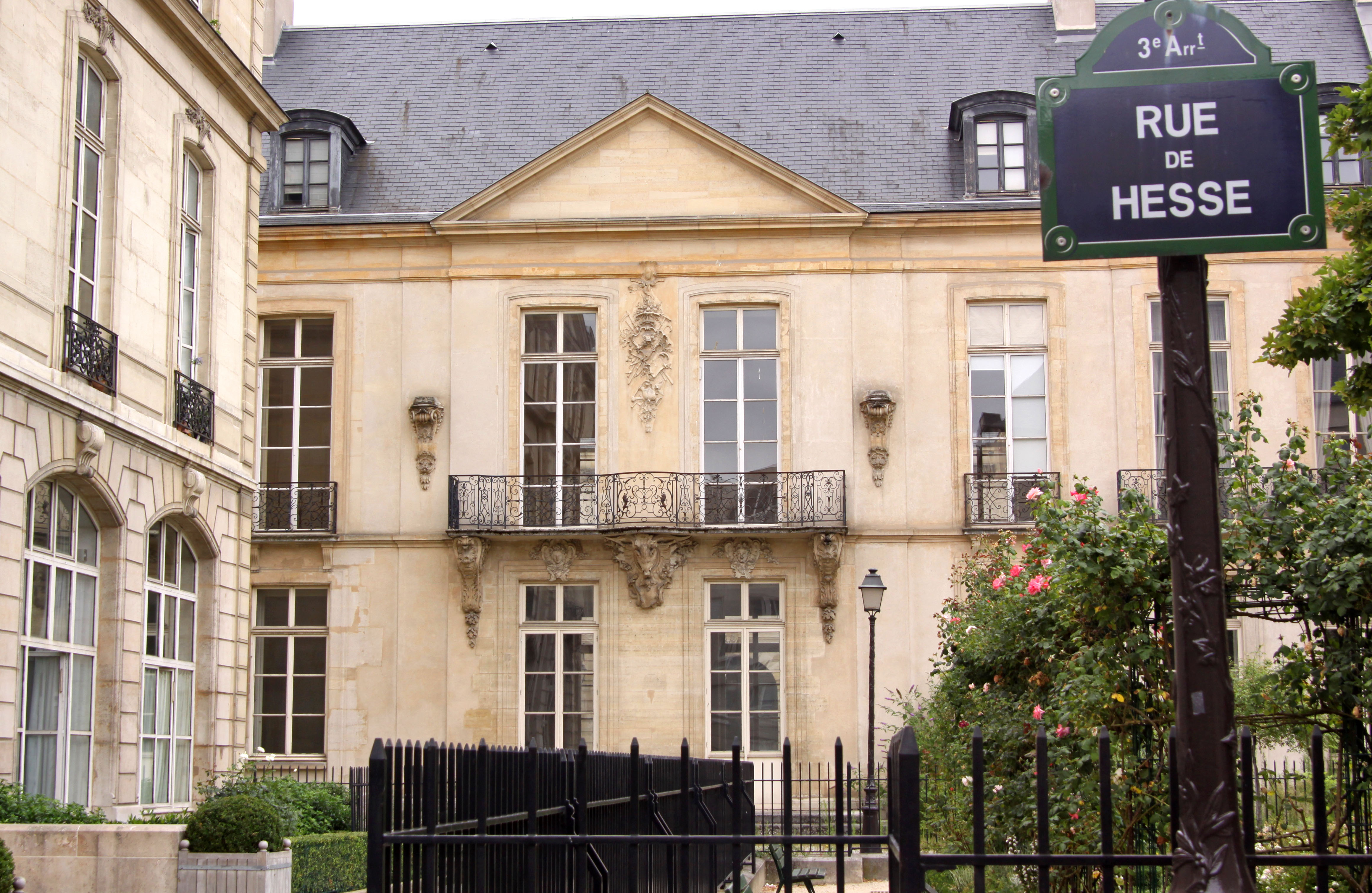
L'hôtel du Grand Veneur.

- Façade sur jardin de l'hôtel d'Ecquevilly, également appelé hôtel du Grand Veneur.

## Pour approfondir